# A hálózat csapdájában
A hálózat csapdájában (eredeti cím: The Net) 1995-ben bemutatott amerikai thriller.
A filmet Irwin Winkler rendezte, a főszerepekben Sandra Bullock, Jeremy Northam és Dennis Miller láthatók.

## Cselekménye
|  | Alább a cselekmény részletei következnek! |

Angela Bennettnek szó szerint senkije sincs. Apja már gyerekkorában elhagyta, anyja Alzheimer-kórban szenved, így meg sem ismeri őt; még munkatársaival sem találkozott soha, mert telefonon keresztül kommunikál főnökével és kollégáival. Egy egy nappal Angela mexikói nyaralása előtt – Dale, a lány egyik munkatársa egy flopit küld neki, és találkozót beszél meg a lánnyal másnap reggelre, mert telefonban nem hajlandó beszélni a furcsa dologról, amire rájött. Angela hosszú unszolás után hajlandó találkozni a férfival, azonban Dale magánrepülőgépe egy kéménynek ütközik és felrobban. Mexikóban egy férfi, Jack Devlin elcsábítja, majd a hajóján megpróbálja meggyilkolni egy hangtompítós pisztollyal, amiből azonban Angela kivette a tárat. Angela leüti a férfit és egy gumicsónakon megszökik. A papírjait a férfi ellopta, így ideiglenes vízummal utazhat csak vissza az Amerikai Egyesült Államokba. A vízum, amin az ő címe és arca látható, Ruth Marx névre van kiállítva, mert a számítógépes rendszerben ez a név szerepel. Angelának nincs más választása, aláírja a lapot, majd hazautazik. Csakhogy a házán az Eladó feliratot találja és a kocsija sincs sehol. A férfi, aki árusítja a házat, azt állítja, hogy a ház sorsáról néhány nappal korábban egy Angela Bennett nevű nő rendelkezett. Papírok híján Angela néhány rendőrtől kér segítséget, akik utánanéznek Ruth Marxnak, akit köröz a rendőrség. Az adatok mellett Angela fotója található. A lány még csak most kezdi érteni, miféle csapdába került, de egyvalamit biztosan tud: Menekülnie kell…
|  | Itt a vége a cselekmény részletezésének! |

## Szereplők
| Színész        | Szerep                          | Magyar hang         |
| -------------- | ------------------------------- | ------------------- |
| Sandra Bullock | Angela Bennett / Ruth Marx      | Für Anikó           |
| Jeremy Northam | Jack Devlin                     | Kaszás Attila       |
| Dennis Miller  | Dr. Alan Champion               | Harmath Imre        |
| Diane Baker    | Mrs. Bennett, Angela anyja      | Fodor Zsóka         |
| Wendy Gazelle  | Ruth Marx, az ál-Angela Bennett | Tallós Rita         |
| Ken Howard     | Michael Bergstrom               |                     |
| Gerald Berns   | Jeff Gregg                      | R. Kárpáti Péter    |
| Ray McKinnon   | Dale Hessmann                   | Barabás Kiss Zoltán |

## Jellemző mondatok a filmben
- – A jogosítványa. A hitelkártyája. A bankszámlája. A személyazonossága. TÖRÖLVE.
- – Nincs menekvés, ha a hálózat ellened fordul.

## Érdekességek
- A film alapján sorozat készült, de a főszereplőt nem Sandra Bullock játszotta, hanem Brooke Langton. A filmnek készült egy második része is, A hálózat csapdájában 2.0, amit a rendező, Irwin Winkler fia rendezett.

## Szakmai hibák a történetben
- Amikor Angela néhány programozóval társalog egy internetes csevegőszobában, a WHOIS paranccsal kérdezi le az adataikat, amik között az életkoruk is szerepel, így választja ki azt a személyt, akitől azután segítséget kér. A WHOIS parancs azonban nem személyek, hanem számítógépek azonosítására való. Az adatok között szerepel, hogy személy szerint ki regisztráltatta az adott gépet, de a regisztráló személy életkora semmiképpen nem.

## A hazai és a külföldi bemutatók időpontjai
- Magyarország: 1995. november 9.
- Ausztrália: 1995. szeptember 14.
- Németország: 1995. szeptember 28.
- Argentína: 1995. október 5.
- Egyesült Királyság: 1995. október 6.
- Belgium: 1995. október 18.
- Franciaország: 1995. október 18.